# Municipio de Sturgis
El municipio de Sturgis (en inglés: Sturgis Township) es un municipio ubicado en el condado de St. Joseph en el estado estadounidense de Míchigan. En el año 2010 tenía una población de 2261 habitantes y una densidad poblacional de 49,06 personas por km².

## Geografía
El municipio de Sturgis se encuentra ubicado en las coordenadas 41°47′16″N 85°28′36″O / 41.78778, -85.47667. Según la Oficina del Censo de los Estados Unidos, el municipio tiene una superficie total de 46.09 km², de la cual 45,79 km² corresponden a tierra firme y (0,64 %) 0,29 km² es agua.

## Demografía
Según el censo de 2010, había 2261 personas residiendo en el municipio de Sturgis. La densidad de población era de 49,06 hab./km². De los 2261 habitantes, el municipio de Sturgis estaba compuesto por el 88,59 % blancos, el 0,66 % eran afroamericanos, el 0,22 % eran amerindios, el 0,88 % eran asiáticos, el 7,78 % eran de otras razas y el 1,86 % eran de una mezcla de razas. Del total de la población el 11,28 % eran hispanos o latinos de cualquier raza.